# 黄副绯鲤
黄副绯鲤（学名：Parupeneus luteus）为羊鱼科副绯鲤属的鱼类。分布于非洲东岸至太平洋中部诸岛、台湾岛以及西沙群岛等，属于热带和亚热带近岸底层鱼类。
其种加词“luteus”意为“黄色的”。